# 109712 Giger
109712 Giger è un asteroide della fascia principale. Scoperto nel 2001, presenta un'orbita caratterizzata da un semiasse maggiore pari a 2,6737363 au e da un'eccentricità di 0,2583086, inclinata di 12,96547° rispetto all'eclittica.